# Epidendrum alpicolonigrense
Epidendrum alpicolonigrense är en orkidéart som beskrevs av Eric Hágsater och Dodson. Epidendrum alpicolonigrense ingår i släktet Epidendrum och familjen orkidéer.
Artens utbredningsområde är Ecuador. Inga underarter finns listade i Catalogue of Life.